# Anatoli Wassiljewitsch Starostin
Anatoli Wassiljewitsch Starostin (russisch Анатолий Васильевич Старостин; * 18. Januar 1960 in Stalinabad) ist ein ehemaliger sowjetischer Sportler, der im Modernen Fünfkampf aktiv war.
Er gewann bei den Olympischen Sommerspielen 1980 in Moskau im Modernen Fünfkampf sowohl im Einzelwettkampf als mit der Mannschaft eine Goldmedaille und wurde damit der jüngste Olympiasieger in der Geschichte dieser Sportart. Zwölf Jahre später, bei den Olympischen Sommerspielen 1992 in Barcelona, errang er mit dem Vereinten Team der Länder der Gemeinschaft Unabhängiger Staaten eine Silbermedaille im Mannschaftswettbewerb. Im Einzelwettbewerb wurde er bei diesen Spielen Vierter.
Drei Jahre nach seinem zweifachen Olympiasieg wurde er auch Weltmeister sowie in den Jahren 1982, 1985 und 1990 Vizeweltmeister im Einzelwettbewerb. Mit der sowjetischen Mannschaft belegte er bei den Weltmeisterschaften 1982, 1983, 1985 und 1990 den ersten Rang sowie 1989 den zweiten und 1979 den dritten Platz. Im Jahr 1989 wurde er darüber hinaus Europameister mit der Mannschaft.
Sein Einzelsieg bei den Weltmeisterschaften 1986 wurde ihm aberkannt aufgrund eines Dopingtests, der positiv für Betablocker ausfiel. Darüber hinaus wurde er für 30 Monate gesperrt.